# Василиос Кодзиоглу
Василиос Кодзиоглу (на гръцки: Βασίλειος Κοτζιόγλου) е гръцки революционер, участник в Гръцката война за независимост.

## Биография
Василиос Кодзиоглу е роден в халкидическото македонско село Василика. Баща му е Георгиос Кодзиос, а дядо – Атанасиос Кодзиос, известен като Геротанасис. Василиос е първенец в родното си село Василика. При избухването на Гръцкото въстание с двамата си синове Атанасиос и Димитриос с кораб тръгва на юг. През Скопелос, Порос и Астрос стига до Басарас в Лакония, където влизат в частта на Панайотис Ятракос. Василиос става негов писар, а двамата му синове воюват във всички битки с Ибрахим паша, като се отличават в битките при Дирахио, Мегалополи и Драмбала. В Басарас умира жената на Василиос.
Василиос поема охраната на Ич кале при Навплио заедно със стратега Насос Фотомарас. Синовете му продължават да са в първите редове на войната и влизат в редовната армия под командването на Каролос Фавиерос.
След края на войната Василиос остава в Триполи заедно със сина си Анастасиос. Омъжва се повторно за Хрисанти Диамандопуло, сестра на генералния комисар на Пелопонес Георгиос Диамандопулос и вдовица на търговеца Панайотис Петрокопис.